# L'Atelier du père Noël
Ne pas confondre avec le lieu fictif : Atelier du père Noël.
Pour plus de détails, voir Fiche technique et Distribution.
L'Atelier du père Noël (Santa's Workshop) est un court métrage de Noël d'animation américain, en couleur de la série des Silly Symphonies réalisé par Wilfred Jackson, sorti le 10 décembre 1932.

## Synopsis
Le père Noël et ses lutins se préparent pour le voyage de distribution des cadeaux de la nuit de Noël. Tandis que le père Noël finit de lire son abondant courrier, les lutins nettoient son traîneau, confectionnent les jouets. Ils travaillent en sifflant. Avant le départ tous remplissent la « hotte », des cadeaux marchant eux-mêmes vers l'immense sac.

## Fiche technique
- Titre original : Santa's Workshop
- Autres titres[1] :
  -  Allemagne : Die Werkstatt vom Weihnachtsmann, Die Geschichte vom Weihnachtsmann
  -  France : L'Atelier du père Noël
  -  Suède : Jultomtens verkstad
- Série : Silly Symphonies
- Réalisateur : Wilfred Jackson
- Voix[2] : Allan Watson (père Noël), J Delos Jewkes (lutin à la voix grave), Pinto Colvig (le secrétaire), Walt Disney (assistant en second)
- Animateurs[2] :
  - équipe principale : Les Clark, Norman Ferguson, Tom Palmer, Jack King, Clyde Geronimi, Eddie Donnelly
  - équipe de Ben Sharpsteen : Marvin Woodward, Joe D'Igalo, Ham Luske, Dick Williams, Chuck Couch, Ed Love, Jack Cutting, George Drake, Art Babbitt, Harry Reeves, Louie Schmitt, Paul Fennell, Fred Moore, Jack Kinney, Nick George
- Producteur : Walt Disney
- Société de production : Walt Disney Productions
- Distributeur : United Artists Pictures
- Date de sortie : 10 décembre 1932[1],[3]
  - Date annoncée[2] : 10 décembre 1932
  - Dépôt de copyright[2] : 29 novembre 1932
  - Première à New York : 16 au 23 décembre 1932 au Roxy en première partie de Man Against Woman (en) d'Irving Cummings
  - Première à Los Angeles : 22 au 28 décembre 1932 au Loew's State en première partie de Strange Interlude de Robert Z. Leonard
- Format d'image : Couleur (Technicolor)
- Son : Mono (RCA Photophone[1])
- Musique[2] :
  - Musique originale : Merry Men of the Midnight Sun et Near the Far North Pole de Frank Churchill
  - Extrait de Hochzeitzug in Liliput (op.165, début XXe siècle) de Siegfried Translateur
  - Extrait de Marche Militaire des Moments Musicaux (1872) de Franz Schubert
- Durée : 6 min 40 s
- Langue : (en)
- Pays :  États-Unis

## Distribution (non créditée)

### Voix originales
- Allan Watson : le Père Noël
- Pinto Colvig : le secrétaire du Père Noël
- Walt Disney : Elf

### 1erdoublage (1995)
- Jean-Claude Briodin : Père Noël
- Jean Stout : Chanteur soliste

### 2edoublage (2001)
- Daniel Beretta : Père Noël
- Olivier Constantin : le lutin à lunettes
- Jean Stout : Chanteur soliste 1
- Michel Costa : Chanteur soliste 2

## Commentaires
C'est la première Silly Symphony à utiliser le système RCA Photophone. Mais la Parade des nominés aux Oscars 1932 est le premier court métrage de Disney à utiliser le système RCA Photophone. Ensuite, le premier Mickey Mouse est Bâtissons (Building a Building, 7 janvier 1933).
L'équipe de Ben Sharpsteen a réalisé les séquences des lutins traitant le courrier, remplissant le sac, fabriquant les jouets et la parade des jouets.
Dave Smith considère que The Night Before Christmas (1933) est la suite de ce court métrage. Le film présente des gags légers sur les déconvenues de l'âge industriel dans les années 1930.